# 塔佩拉
塔佩拉是巴西南大河州的一个市镇。总面积179.626平方公里，总人口10457人，人口密度58.2人/平方公里。